# Ozodera callidioides
Ozodera callidioides är en skalbaggsart som beskrevs av Dupont 1840. Ozodera callidioides ingår i släktet Ozodera och familjen långhorningar. Inga underarter finns listade i Catalogue of Life.